# Michele Morardet
Michele Morardet (Milano, 1810 – Milano, 1868) è stato un politico italiano.

## Biografia
Fu Deputato del Regno di Sardegna eletto per la VII legislatura nel  collegio Corpi Santi di Milano I.